# Hendrik Petrus Berlage
 Hendrik Pedtrus Berlage (Amszterdam, 1856. február 21. – Hága, 1934. augusztus 12.) holland építész és várostervező. A századforduló nagy építészeti újítói közé tartozik.

## Életrajza, tanulmányai
Berlage gazdag, liberális szülők gyermekeként Amszterdamban született. Kisgyermekkora után családjával Arnhembe költözött. Ebben az időszakban édesanyja meghalt és apja újra megnősült. Iskolai eredményei romlottak, de Berlage végül utat talált az építészet felé.
1874 és 1875 között az amszterdami Rijks Képzőművészeti Akadémián festőnek tanult, de valójában az építészet érdekelte, ezért iskolát váltott. 1875-ben a Zürichi Műegyetemen folytatta tanulmányait, ahol 1878-ban végzett. Itt ismerte meg Gottfried Semper és Eugène Viollet-le-Duc építészek munkásságát, amelyek jelentős mértékben hatottak rá. Tanulmányai után Berlage 1884-ben társult Theodorus Sanderssel, akivel együtt terveztek több neoreneszánsz stílusú épületet.
Berlage 1887-ben vette feleségül Marie Bienfait (1864–1937). A házaspárnak négy gyermeke született: három lánya és egy fia. 1914-ben a család Amszterdamból Hágába költözött és egy Berlage tervezte házban lakott.

## Szakmai tevékenysége
Berlage munkájának egyik legjellemzőbb vonása, hogy tervei a művészetek szintézisének (Gesamtkunstwerk) gondolatán alapulnak.
Legtöbb műve Amszterdamban található, de sokat dolgozott Groningenben és Hágában is. Utóbbi városban áll a Christian Science templom, amely az egyetlen Berlage által tervezett templomépület. Berlage utolsó nagy műve a Gemeentemuseum Den Haag, amelynek 1935-ös befejezését már nem élte meg.
Berlage szinte minden épületének bútorait is megtervezte, a Gesamtkunstwerk koncepció szellemében. 1900-ban részt vett a `t Binnenhuis, vagyis a Lakberendezési Stúdió megalapításában. Ebben az üzletben az alapító művészek a kor stílusában épült otthonokhoz kínáltak általuk tervezett tárgyakat.

## Néhány fontos alkotása
- Kunstmuseum Den Haag (1935)
- Amszterdami tőzsdepalota (1897-1903)
- Gyémántcsiszolók Szakszerv. székháza (1899-1900)

## Képgaléria

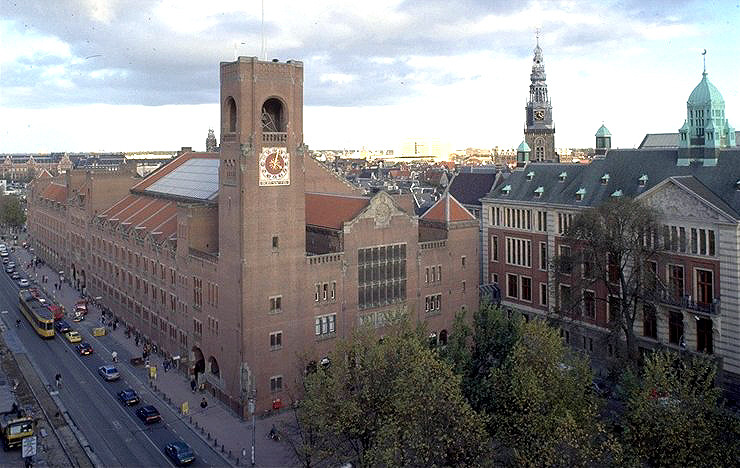
Beurs van Berlage, Amsterdam
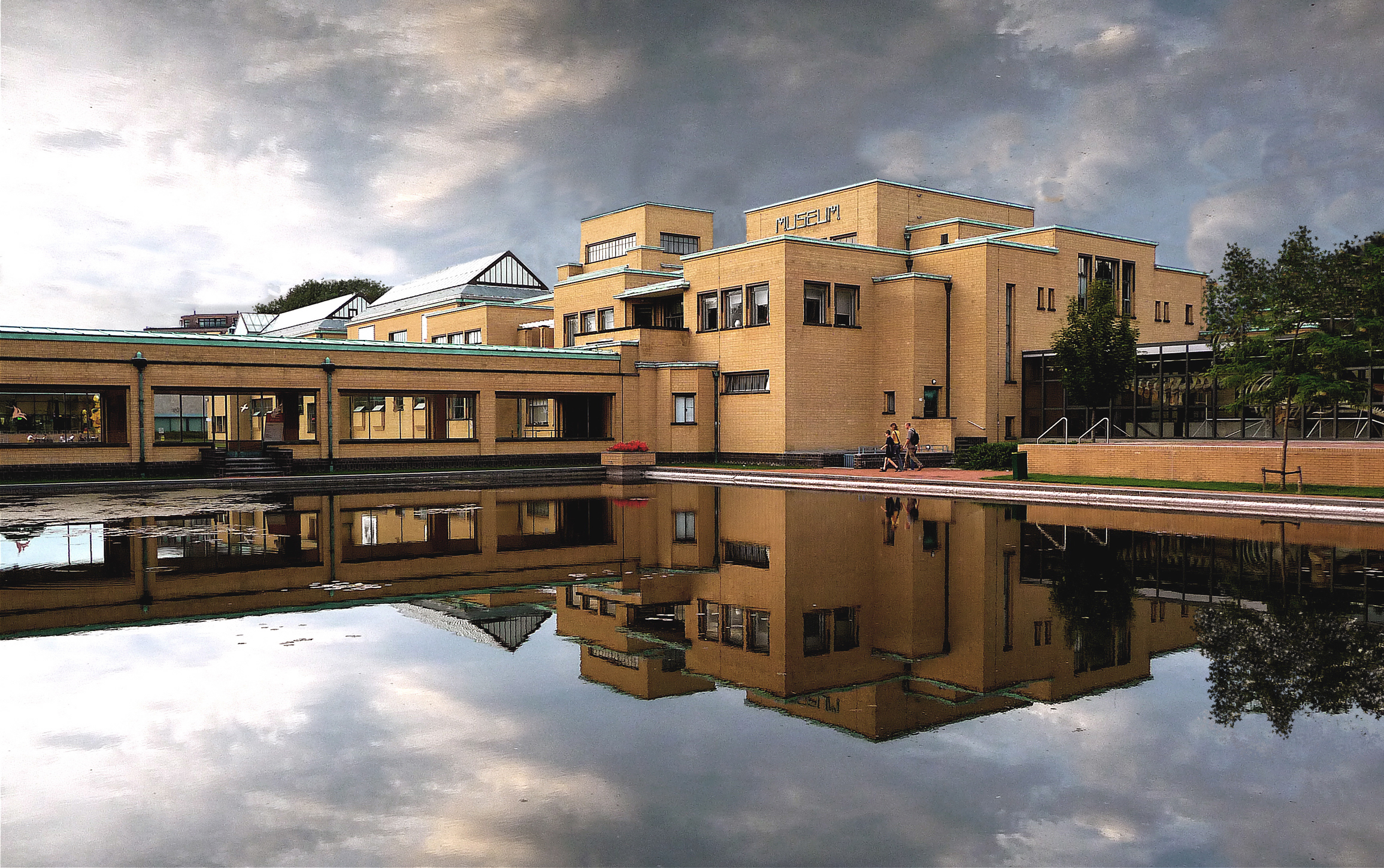
Gemeentemuseum, Hága
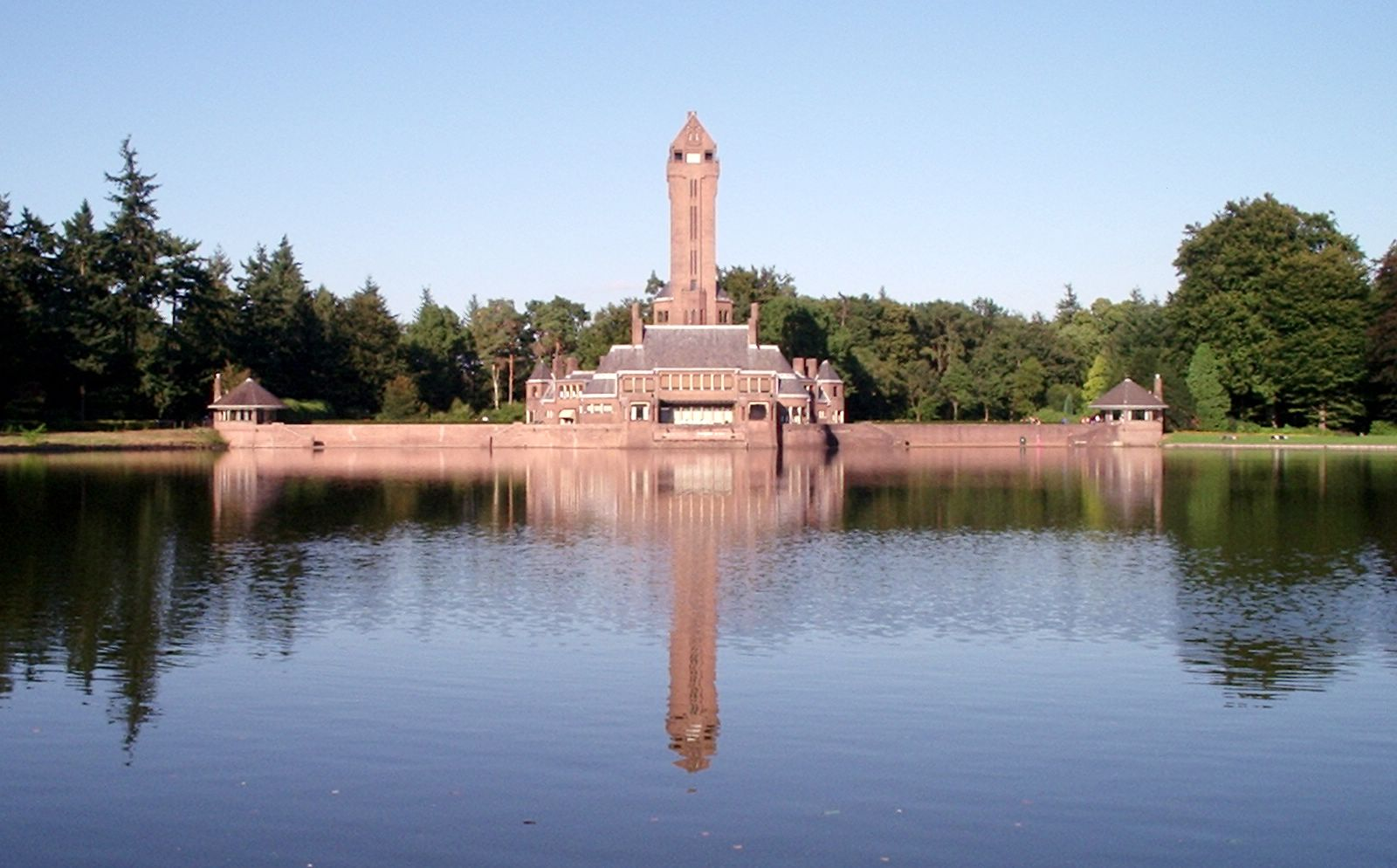
Jachthuis Sint-Hubertus, De Hoge Veluwe Nemzeti Park
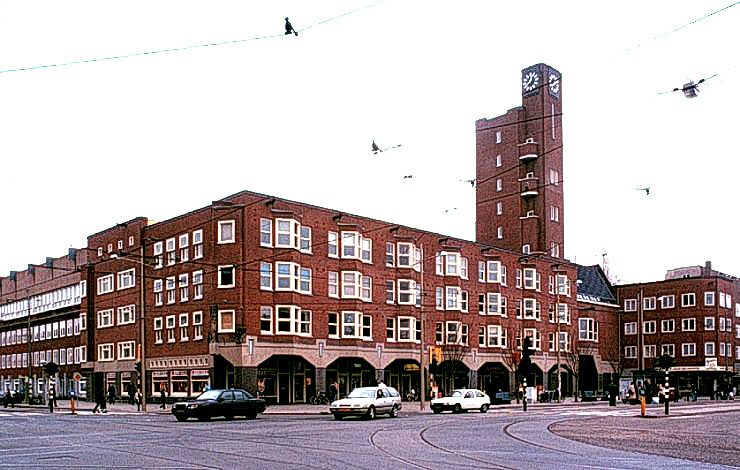
Mercator tér, Amsterdam
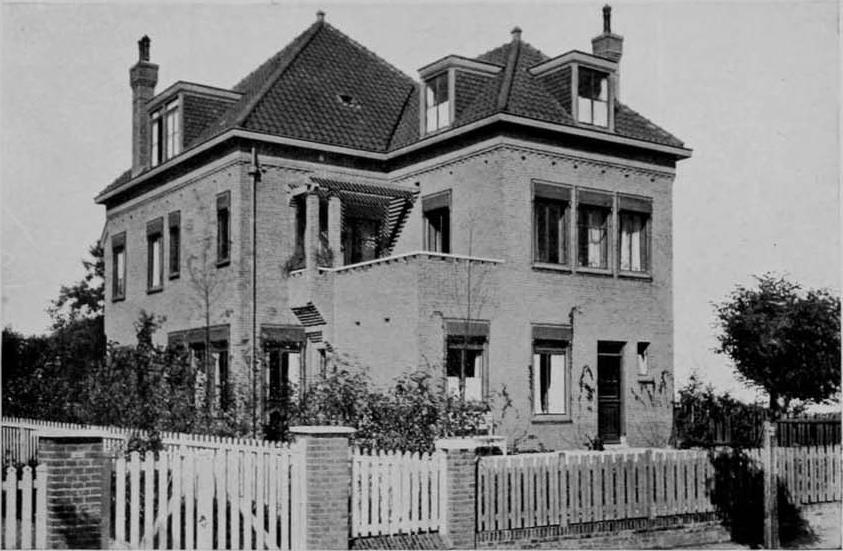
Lakóház Scheveningenben
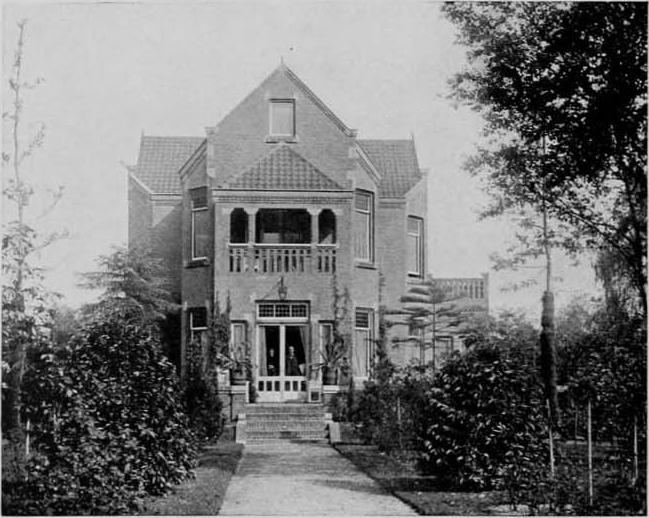
Vidéki ház Barnban
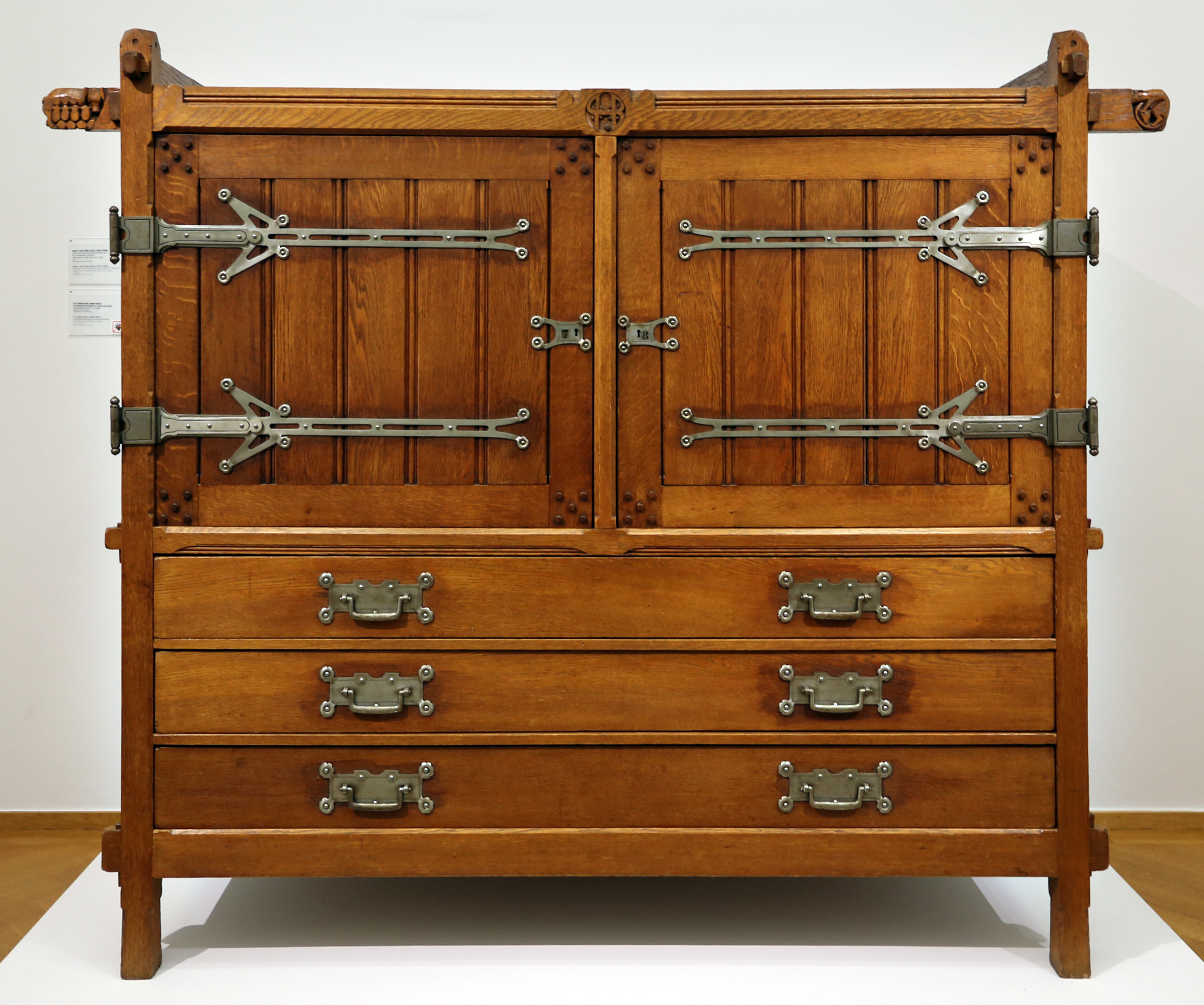
Berlage tervezte fiókos szekrény
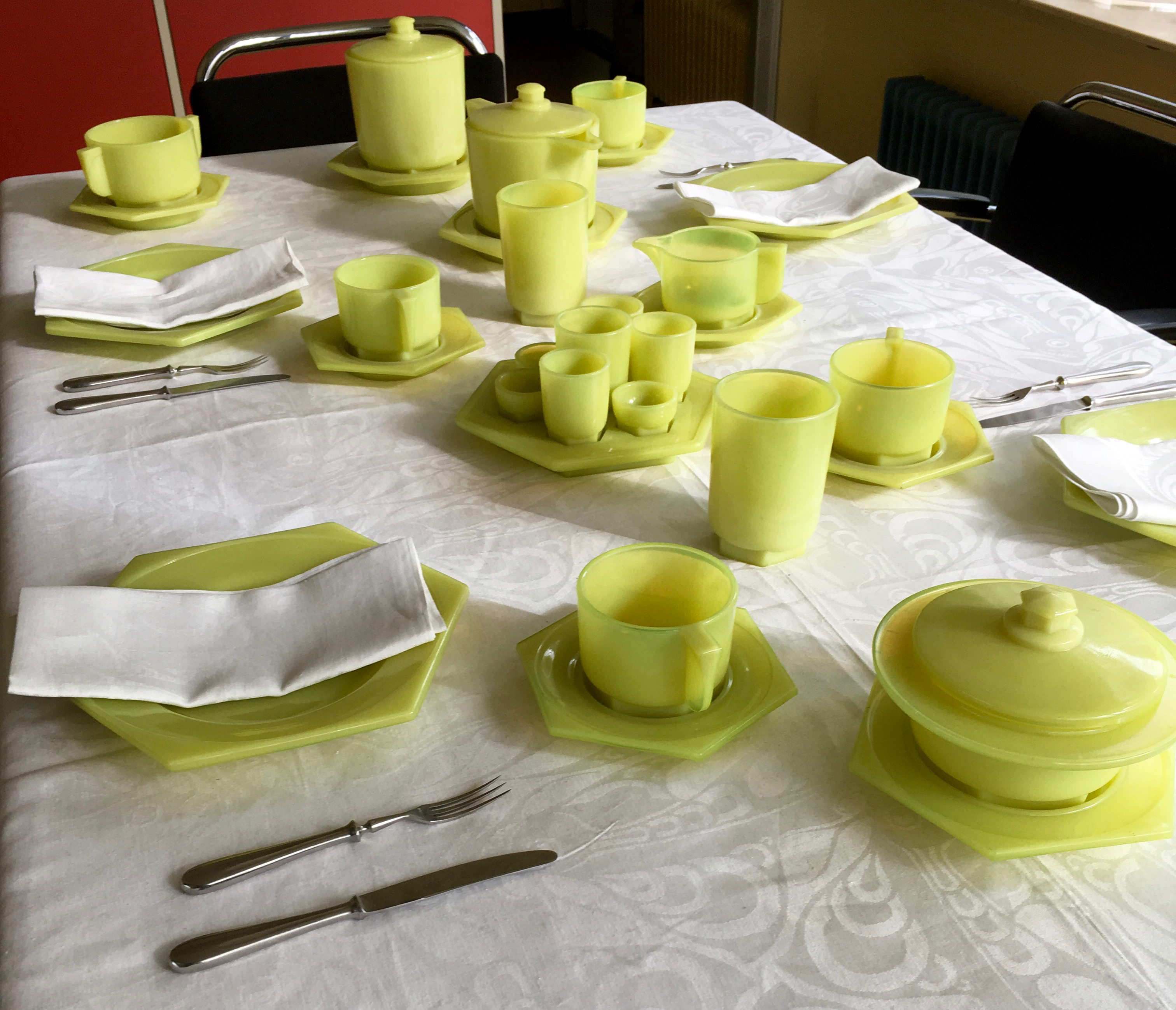
Berlage üveg reggeliző készlet